# Barista

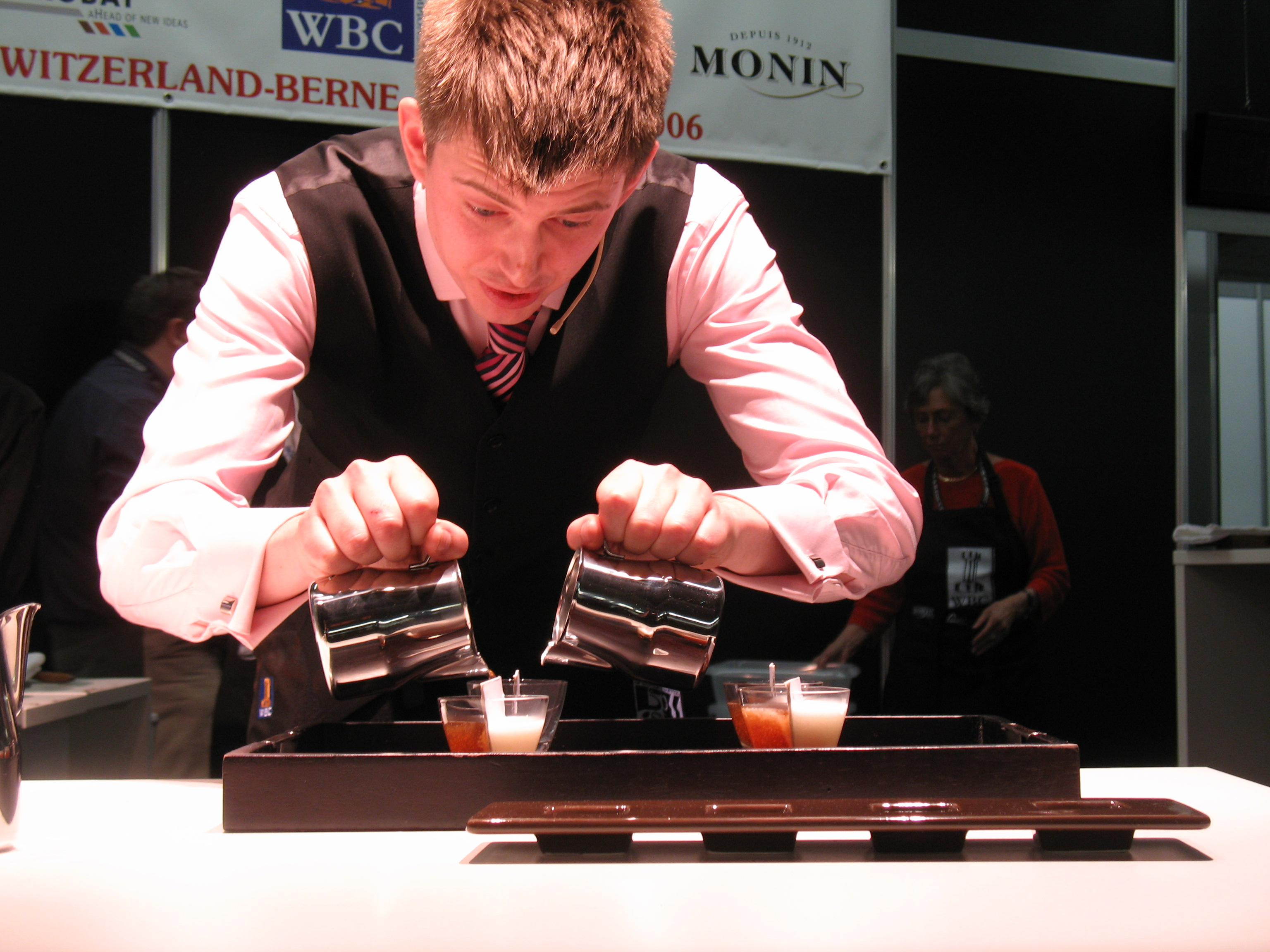
Een deelnemer aan het World Barista Championship in 2006

Een barista is een vakman of -vrouw die zich toelegt op het bereiden van espresso en aanverwante dranken zoals cappuccino. De barista is specialist in het bereiden en serveren van koffie. Hij of zij weet vrijwel alles van de techniek van de espressomachine en de processen bij het bereiden van de espresso. Veelal worden ook Latte arttechnieken beheerst.
De Dutch Coffee Promotion organiseert jaarlijks vier wedstrijden voor barista's: de Nederlandse Barista Kampioenschappen, de Latte art kampioenschappen, de Cuptasting kampioenschappen en Coffee in Good Spirits kampioenschappen. De winnaar kan deelnemen aan de World Barista Championships. 

## Baristakampioenschappen

### België
Op internationaal niveau scoren de Belgen traditioneel heel hoog, met als uitschieter Peter Hernou die in 2009 wereldkampioen werd.

### Nederland
Sinds 2002 worden er baristakampioenschappen gehouden in Nederland. Tijdens deze wedstrijd bereidt de deelnemer vier espresso's, vier cappuccino's en vier koffiespecialiteiten. Voor het bereiden van deze dranken krijgt de barista 15 minuten. Gelet wordt op technische beheersing van de machine, het maken van perfecte dranken en creativiteit.
| Jaar | Winnaar            |
| ---- | ------------------ |
| 2016 | Lex Wenneker       |
| 2015 | Lex Wenneker       |
| 2014 | Coen van Sprang    |
| 2012 | Zjevaun Janga      |
| 2011 | Coen van Sprang    |
| 2010 | Yakup Aydin        |
| 2009 | Sander Schat       |
| 2008 | Sander Schat       |
| 2007 | Liesbeth Sleijster |
| 2006 | Rose van Asten     |
| 2005 | Kristina de Mello  |
| 2004 | Donar Teunissen    |
| 2003 | Jeroen Veldkamp    |
| 2002 | Jeroen Veldkamp    |